# Копанки (Берестинський район)
Копа́нки — село в Україні, у Берестинському районі Харківської області. Населення становить 172 осіб. Орган місцевого самоврядування — Наталинська сільська громада.

## Географія
Село Копанки знаходиться в верхів'ях балки Шишова, за 3 км від річки Вошива (лівий берег). На відстані 3 км розташоване село Лукашівка. Через село проходить автомобільна дорога М18 (E105).

## Історія
- 1900 — дата заснування.
- Під час Голодомору в селі Копанки залишилося живими сім сімей.[1]

## Населення
Згідно з переписом УРСР 1989 року чисельність наявного населення села становила 190 осіб, з яких 78 чоловіків та 112 жінок.
За переписом населення України 2001 року в селі мешкали 172 особи.

### Мова
Розподіл населення за рідною мовою за даними перепису 2001 року:
| Мова       | Відсоток |
| ---------- | -------- |
| українська | 94,77 %  |
| російська  | 5,23 %   |